# Marathon Brabant
Der Marathon Brabant (ehemals marathon van Etten-Leur) ist ein 42,195 km langer Marathonlauf, der jedes Jahr im Oktober in Etten-Leur stattfindet. Die erst Veranstaltung fand 1983 statt. Zunächst wurde der Marathon über eine große Runde gelaufen, die durch den Wald vom Pannenhoef nach Schijf führte. Der Marathon besteht nun aus zwei kleineren Runden zum Naturschutzgebiet Pannenhoef. 2002 wurde die Strecke wegen des Sturms auf eine Runde (21,1 km) verkürzt.
Der erste West-Brabant-Marathon wurde anlässlich des fünfzehnjährigen Bestehens des Leichtathletikvereins Achilles organisiert. Dieser erste Marathon sollte der Beginn einer langjährigen Tradition sein. Obwohl keine finanzielle Entschädigung gewährt wird, haben bereits viele Topper den Weg nach Etten-Leur gefunden.
Das Rennen trägt jetzt den Namen Marathon Brabant und wird immer am letzten Sonntag im Oktober organisiert. Die Durchschnittszeit der zehn schnellsten Zielzeiten beträgt 2:21,47. Damit ist der Marathon Brabant der neunte niederländische Marathon auf der Liste der schnellsten Marathonstädte. Dieser Platz ist den relativ schnellen Zeiten geschuldet, die in der Zeit bis 1995 gefahren wurden. Danach gab es keine Top-10-Zeit mehr.
Neben dem Marathon werden auch Laufwettkämpfe über den Halbmarathon, 10 km und 5 km organisiert.

## Statistik

### Streckenrekorde
- Männer – 2:18.01 Yuriy Pavlov  Russland (27. Oktober 1990)
- Frauen – 2:46.38 Daisy Hombergen  Niederlande (29. Oktober 1995)

### Gewinner
| Datum            | Männer                    | Nation      | Zeit    | Frauen                      | Nation      | Zeit    |
| ---------------- | ------------------------- | ----------- | ------- | --------------------------- | ----------- | ------- |
| 31. Oktober 2021 | Maxwell Bayer             | Niederlande | 2:28.17 | Sonja van Hecke             | Niederlande | 3:57.39 |
| 25. Oktober 2020 | Melvin Franken            | Niederlande | 2:42.53 | Eva van Zoonen              | Niederlande | 2:52.59 |
| 27. Oktober 2019 | Patrick Kwist             | Niederlande | 2:32.27 | Chantal Van Oosterwijck     | Belgien     | 3:04.06 |
| 28. Oktober 2018 | Patrick Kwist             | Niederlande | 2:32.53 | Melanie Spruyt              | Niederlande | 3:03.39 |
| 29. Oktober 2017 | Roel Wijmenga             | Niederlande | 2:35.34 | Paola van Gilst             | Niederlande | 3:10.29 |
| 30. Oktober 2016 | Huub Maas                 | Niederlande | 2:32.45 | Nicole van Gerwen           | Niederlande | 3:15.44 |
| 25. Oktober 2015 | Patrick Kwist             | Niederlande | 2:32.58 | Sandra Laros-Hofmans        | Niederlande | 3:10.43 |
| 26. Oktober 2014 | Ton Verbaandert           | Niederlande | 2:32.07 | Melanie Spruyt              | Niederlande | 3:00.35 |
| 27. Oktober 2013 | Paul Maes                 | Frankreich  | 2:36.42 | Sara Janssens               | Niederlande | 3:31.03 |
| 28. Oktober 2012 | Patrick Kwist             | Niederlande | 2:29.12 | Katleen de Cupere           | Belgien     | 3:03.00 |
| 30. Oktober 2011 | Pieter Mans               | Niederlande | 2:32.10 | Mieke Dupont                | Belgien     | 3:12.04 |
| 31. Oktober 2010 | Patrick Kwist             | Niederlande | 2:28.44 | Sandra Van Buggenhout       | Belgien     | 3:03.05 |
| 25. Oktober 2009 | Ron van den Berg          | Niederlande | 2:37.46 | Silvia Verhoeven            | Niederlande | 3:29.23 |
| 26. Oktober 2008 | Ralf Preibisch            | Deutschland | 2:37.22 | Ann Parmentier              | Belgien     | 3:03.51 |
| 28. Oktober 2007 | Ron van den Berg          | Niederlande | 2:37.20 | Esther Schild               | Niederlande | 3:10.18 |
| 29. Oktober 2006 | Bart de Grove             | Belgien     | 2:43.06 | Patricia de Proost          | Belgien     | 3:30.59 |
| 30. Oktober 2005 | Marcel Laros              | Niederlande | 2:31.14 | Magda van Mol               | Belgien     | 3:13.20 |
| 31. Oktober 2004 | Marc Papanikitas          | Belgien     | 2:30.16 | Ingrid Verbessem            | Belgien     | 3:14.11 |
| 26. Oktober 2003 | Michel Otten              | Niederlande | 2:27.27 | Elly Zigenhorn              | Niederlande | 3:10.53 |
| 27. Oktober 2002 | Marc Papanikitas          | Belgien     | 1:15.01 | Marianne Verbauwhede        | Niederlande | 1:30.07 |
| 28. Oktober 2001 | Marc Papanikitas          | Belgien     | 2:31.32 | Lia Wijnberger              | Niederlande | 3:23.55 |
| 29. Oktober 2000 | Marc Papanikitas          | Belgien     | 2:30.58 | Chantal Xhervelle           | Belgien     | 3:01.55 |
| 31. Oktober 1999 | Hans Verbaandert          | Niederlande | 2:32.35 | Anja van Geel               | Niederlande | 3:09.24 |
| 25. Oktober 1998 | Herman Vets               | Belgien     | 2:28.42 | Marlien van Beek            | Niederlande | 3:10.11 |
| 26. Oktober 1997 | D Henin                   | Belgien     | 2:28.29 | Ria Sleutjes                | Niederlande | 3:04.01 |
| 27. Oktober 1996 | H van Driessche           | Belgien     | 2:29.34 | Nfn van de Steen            | Niederlande | 3:22.14 |
| 29. Oktober 1995 | Rudy Piessens             | Belgien     | 2:24.55 | Daisy Hombergen             | Niederlande | 2:46.38 |
| 30. Oktober 1994 | Hans van de Mortel        | Niederlande | 2:28.37 | Carla Ophorst               | Niederlande | 3:08.42 |
| 31. Oktober 1993 | Getaneh Tessema           | Äthiopien   | 2:19.38 | Jenny Commandeur            | Niederlande | 2:54.22 |
| 25. Oktober 1992 | Michel van de Luytgaarden | Niederlande | 2:27.17 | Akke Kuipers-tenKate        | Niederlande | 2:57.24 |
| 26. Oktober 1991 | Piet Hopmans              | Niederlande | 2:27.45 | Dineke Pronk                | Niederlande | 2:52.56 |
| 27. Oktober 1990 | Yuriy Pavlov              | Russland    | 2:18.01 | Nelli Makarova              | Ukraine     | 2:51.12 |
| 28. Oktober 1989 | Peter DeVocht             | Belgien     | 2:18.53 | Ellis Foyle                 | Niederlande | 3:02.12 |
| 29. Oktober 1988 | Jan-Dirk Hazeleger        | Niederlande | 2:27.03 | Marianne Knapen             | Niederlande | 2:50.44 |
| 31. Oktober 1987 | John van de Wansum        | Niederlande | 2:23.03 | Jolanda Homminga            | Niederlande | 2:47.46 |
| 25. Oktober 1986 | Erwin Nederlof            | Niederlande | 2:26.16 | Ciska van Velzen            | Niederlande | 2:56.45 |
| 26. Oktober 1985 | Peter van der Elst        | Belgien     | 2:20.15 | Marianne Knapen             | Niederlande | 3:00.48 |
| 27. Oktober 1984 | Lucien Rottiers           | Belgien     | 2:18.25 | Elke Oterman                | Deutschland | 3:00.03 |
| 22. Oktober 1983 | Jozef DeMaeseneer         | Belgien     | 2:21.17 | Kathrien Bakker-Verschueren | Niederlande | 2:50.48 |

| Niederländische Marathons |
| --- |
| Aktiv: Amersfoort · Amsterdam · Burgh-Haamstede · Den Haag (strand) · Diever · Eindhoven · Enschede · Etten-Leur · Hilvarenbeek · Hoorn · Leiden · Oosterbierum · Rotterdam · Spijkenisse · Terneuzen · Terschelling · Utrecht · Zaltbommel Nicht mehr aktiv: Apeldoorn · Den Haag · Groningen Stad Marathon · Hoofddorp · Klazienaveen · Leeuwarden · Maassluis · Meerssen · Noordseschut · Scheveningen-Zandvoort · Schoorl · Urk/Nagele |

| Niederländische Halbmarathon |
| --- |
| Amersfoort · Amsterdam · Breda · Den Haag · Den Helder · Dordrecht · Drunen · Eindhoven · Egmond aan Zee · Enschede · Etten-Leur · Haarlem · Haarlemmermeer · Hoorn · Leeuwarden · Leiden · Linschoten · Monster · Nijmegen · Pijnacker · Schoorl · Spijkenisse · Terschelling · Texel · Utrecht · Venlo · Zandvoort · Zwolle |